# Podgórcze
Podgórcze [pronunciación en polaco: /pɔdˈɡurt͡ʂɛ/] es un pueblo ubicado en el distrito administrativo de Gmina Poddębice, dentro del condado de Poddębice, Voivodato de Łódź, en el centro de Polonia. Se encuentra a unos 6 kilómetros al suroeste de Poddębice y a 41 kilómetros al oeste de la capital regional Łódź.
El pueblo tiene una población aproximada de 60 habitantes.